# James Fintan Lalor

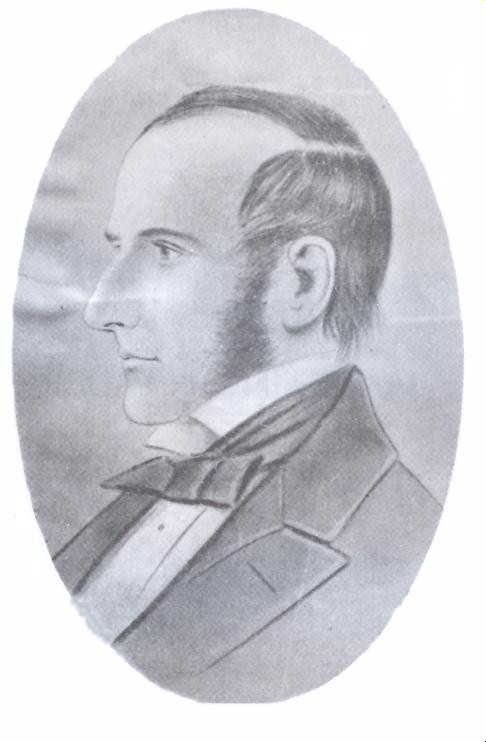
James Fintan Lalor
1807–1849

James Fintan Lalor (irisch Séamas Fionntán Ó Leathlobhair; * 13. März 1807 in Raheen, County Laois; † 27. Dezember 1849 in Dublin) war ein irischer Journalist und Autor. Als führendes Mitglied der Young Irelander spielte er eine wichtige Rolle bei den irischen Aufständen von 1848.
Lalors Schriften, insbesondere seine Ansichten zur Landreform, bildeten einen der theoretischen Grundpfeiler der irischen Unabhängigkeitsbewegung. Während viele seiner Zeitgenossen die Aufhebung des Act of Union und damit die Wiederherstellung eines eigenen irischen Staates als zentrale Forderung ansahen, stellte für Lalor insbesondere vor dem Hintergrund der großen Hungersnot 1845–1848 die Landfrage den wesentlichen Punkt dar. Er forderte, die Verfügungsgewalt über alles Land auf der irischen Insel müsse ausschließlich beim irischen Volk liegen und machte im Gegensatz zur damals in Irland weitverbreiteten Auffassung, England trage die Hauptverantwortung für die Hungersnot, ausdrücklich die irischen Landlords mitverantwortlich.
Nach einer mehrmonatigen Internierung ohne Prozess infolge des Aufstandes vom September 1848 wurde Lalor wegen schlechter Gesundheit entlassen und starb kurz darauf im Alter von 43 Jahren. Sein Grab befindet sich auf dem Glasnevin-Friedhof in Dublin.
James Connolly bezog sich wiederholt auf Lalors Schriften und bezeichnete ihn als den „klarsten Denker“ unter den irischen Revolutionären des 19. Jahrhunderts.
Patrick Pearse erklärte Lalor gemeinsam mit Theobald Wolfe Tone, John Mitchel und Thomas Davis zu einem der „Evangelisten des irischen Nationalismus“.